# Кутюмы
Кутю́мы (от фр. coutume — обычай) — правовые обычаи некоторых провинций, территорий, городов в средневековой Франции, или французское местное обычное право (также называемое публичным) эпохи феодализма.

## История
Существовали как в устной форме (преимущественно в северной части страны), так и в письменной — на юге Франции. Различия заключались не только в форме, но и в содержании — на севере кутюмы представляли собой совокупность преобразованного канонического права, грамот, прецедентов локальных судов. На юге — смесь местных обычаев на основе римского права. В XIII веке появились первые письменные сборники известных юристов того времени, которые в дальнейшем способствовали развитию права всей Франции. Наиболее значимые и известные из таких произведений — сборник кутюмов Орлеана, Оверни и Анжу под названием «Учреждения св. Людовика» (1273), а также Кутюмы Бовези (1282) и «Великие Кутюмы Нормандии» (около 1255).